# Vladimír Hellmuth-Brauner
Vladimír Hellmuth-Brauner (27. listopadu 1910, Praha – 17. srpna 1982, Praha) byl literární historik, publicista a diplomat. Byl pravnukem Františka Augusta Braunera a prasynovcem ak. malířky Zdenky Braunerové, jejíž zásadní vliv je patrný v literárně-historickém zaměření jeho prací.

## Život a dílo
Vystudoval právnickou fakultu a jako diplomat pobýval nějaký čas v Egyptě spolu se svoji ženou Martou Hellmuthovou, pozdější známou překladatelkou z finštiny. Jako literární historik a potomek rodiny, která hrála důležitou roli v českém politickém a kulturním životě se zaměřil zejména na shromažďování, studium a publikování korespondence Zdenky Braunerové s jejími příbuznými a přáteli. Jeho nejznámějším dílem je román Paměti rodu, 2000. Někteří literární historikové a kritici mu v tomto díle vytýkali určitou idealizaci postav i situací, zapříčiněnou zřejmě přílišnou úctou a obdivem k některým členům rodiny, z níž pocházel, čímž se podle nich dopustil i jistých nepřesností. Vladimír Hellmuth-Brauner publikoval též řadu literárních a písemných pozůstalostí jako monografie uměleckých osobností od poloviny 19. století do 70. let 20. století. O jeho diskrétním přístupu při zpracování korespondence Zdenky Braunerové s Antonínem Chittussim se zmiňuje i historik umění Jan Marius Tomeš.
V případě monografie o Anně Urbanové se zase hovořilo o šíření určitých pomluv. Jako spoluautor se podílel také na několika vlastivědných a historicko-kulturních publikacích. V r. 1937 publikoval jako autor vlastivědnou studii o Všenorech.
K odstranění některých nepřesností a fám, v poměrně obsáhlém a velmi záslužném díle Vladimíra Hellmuth-Braunera, bude třeba práce dalších literárních historiků a badatelů.

## Spisy

### knižně
- Všenory v minulosti blízké i vzdálené, Všenory: Spolek pro zvelebování Všenor, 1937
- Přátelství z konce století: vzájemná korespondence F.X.Šaldy se Zdenkou Braunerovou, uspořádal Vladimír Hellmuth-Brauner, Praha: Společnost F.X.Šaldy, distributor Melantrich, 1939,
- Přátelství básníka a malířky: vzájemná korespondence Julia Zeyera a Zdenky Braunerové, uspořádal Vladimír Hellmuth-Brauner, Praha: Vyšehrad, 1941,
- Paměti rodu, Praha: H&H, 2000, ISBN 80-86022-66-8

### publikace Literárního archivuPamátníku národního písemnictvív Praze
(zpracoval Vladimír Hellmuth-Brauner)
- Žofie Pohorecká (1877-1963): Literární pozůstalost, 1965,
- Marie Kalašová (1852-1937): Literární pozůstalost, 1966,
- Antonín Chittussi ve stycích s Augustou a Zdenkou Braunerovými, 1966,
- Antonína Chittussiho léta učednická: ze styků Antonína Chittussiho s Augustou a Zdenkou Braunerových, 1968,
- Vilém Mrštík (1863-1912);Alois Mrštík (1861-1925): Literární pozůstalost, 1968,
- Vladimír Zákrejs: Literární pozůstalost, 1969,
- Elsa Gollerová (1868-1955): Literární pozůstalost, 1971,
- Emil Bretter (1857-1919): Literární pozůstalost, 1972,
- Rudolf Fuchs (1890-1942): Literární pozůstalost, 1972,
- Karel Hrdina (1883-1849): Literární pozůstalost, 1974,
- Růžena Jesenská (1863-1940): Literární pozůstalost, 1974,
- Josef Zach (1881-1949): Literární pozůstalost, 1975,
- Karel Kučírek-Salaba (1886-1918): Literární pozůstalost, 1975,
- Anna Urbanová: Písemná pozůstalost, 1976,
- Jakub Šebesta (1888-1969): Literární pozůstalost, 1976,
- Josef Krapka-Náchodský (1862-1909): Písemná pozůstalost 1976,
- Vilém Dvořák (1886-1937) a Karel Dvořák (1893-1950): Písemná pozůstalost, 1976,
- Vlastimil Borek (1886-1952): Písemná pozůstalost 1976,
- Josef Pokorný-Pikulík (1842-1933): Literární pozůstalost, 1978.

### spoluautorství publikací
- Husinec: Rodný dům M. Jana Husa, město a okolí, hlavní stať: Alois Kubíček, Praha: STN, 1954,
- Podél Čertovky: historie a památky Malostranského pobřeží, hlavní stať: redakce, Praha: STN, 1954,
- Kokořínský důl: Přírodní reservace a kulturní památky, hlavní stať: Otakar John, Praha: STN, 1957